# Beauvoir-de-Marc
Pour les articles homonymes, voir Beauvoir et Marc.
Beauvoir-de-Marc est une commune située dans le Nord du département de l'Isère, en région Auvergne-Rhône-Alpes.
C'est une des communes adhérentes de la Communauté de communes Bièvre Isère et rattachée au canton de la Bièvre. Sa population lors du recensement de 2007 est estimée à 1 056 habitants dénommés les Beauvoisards. D'une superficie de 11,27 km2, sa densité est de 94 habitants/km2. Son altitude est comprise entre 306 et 456 m.

## Géographie

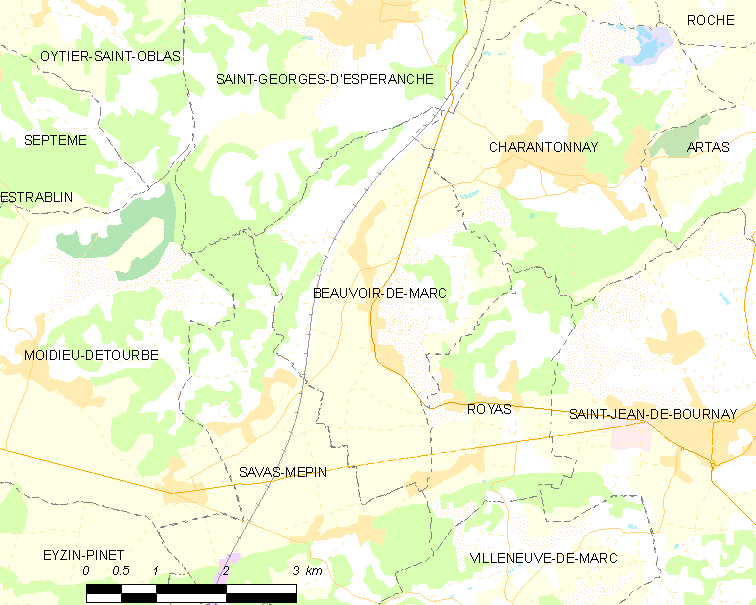
Plan de Beauvoir-de-Marc et des communes voisines

### Situation et description
Beauvoir-de-Marc est située dans la partie septentrionale du département de l'Isère sur l'axe Bourgoin-Jallieu - Vienne, à égale distance de 20 km de ces deux agglomérations dauphinoises
La ville la plus proche, située à 10 km est Saint-Jean-de-Bournay, laquelle subit l'attractivité de la métropole lyonnaise située à moins de 50 km.
Au XXIe siècle, l’urbanisation se localise en fond de vallée de manière diffuse sous l'effet de la pression démographique et de la périurbanisation lyonnaise ce qui conduit à un mitage de l’espace rural. À l'origine, le bâti était fabriqué avec le matériau local : la terre battue ou pisé.

### Géologie
Situé en limite occidentale des terres froides, recouvert par des formations glaciaires, son sous-sol est surtout composé de molasse affleurant sur les versants. La surface mamelonnée est marquée par la vallée de la Gervonde, petite rivière qui court au pied des collines.
De nombreuses sources caractéristiques des moraines glaciaires affleurent. Les prairies humides comptent des espèces caractéristiques de ces milieux : salamandres, écrevisses. Certains endroits nous le rappellent par leur toponymie : les Serves. Cette caractéristique a posé de nombreux problèmes techniques lors de la construction en 1990/1992 de la ligne à grande vitesse qui traverse le village.
Les vignes qui couvraient nos collines ont peu à peu disparu. Terre vouée à la polyculture, les pâtures restent présentes. C'est un pays de collines douces et vallonnées, occupées par un bocage qui n'a laissé aux boisements que les pentes raides appelées les Combes.

### Communes limitrophes
|             | Saint-Georges-d'Espéranche | Charantonnay |
| Savas-Mépin | Beauvoir-de-Marc           | Royas        |
|             | Savas-Mépin                |              |

### Climat
Pour des articles plus généraux, voir Climat d'Auvergne-Rhône-Alpes et Climat de l'Isère.
En 2010, le climat de la commune est de type climat des marges montargnardes, selon une étude du Centre national de la recherche scientifique s'appuyant sur une série de données couvrant la période 1971-2000. En 2020, Météo-France publie une typologie des climats de la France métropolitaine dans laquelle la commune est dans une zone de transition entre le climat semi-continental et le climat de montagne et est dans la région climatique  Moyenne vallée du Rhône, caractérisée par un bon ensoleillement en été (fraction d’insolation > 60 %), une forte amplitude thermique annuelle (4 à 20 °C), un air sec en toutes saisons, orageux en été, des vents forts (mistral), une pluviométrie élevée en automne (250 à 300 mm). 
Pour la période 1971-2000, la température annuelle moyenne est de 11,2 °C, avec une amplitude thermique annuelle de 17,7 °C. Le cumul annuel moyen de précipitations est de 997 mm, avec 9,8 jours de précipitations en janvier et 6,5 jours en juillet. Pour la période 1991-2020, la température moyenne annuelle observée sur la station météorologique de Météo-France la plus proche, « Luzinay », sur la commune de Luzinay à 13 km à vol d'oiseau, est de 12,7 °C et le cumul annuel moyen de précipitations est de 928,1 mm,. Pour l'avenir, les paramètres climatiques de la commune estimés pour 2050 selon différents scénarios d'émission de gaz à effet de serre sont consultables sur un site dédié publié par Météo-France en novembre 2022.

### Hydrographie
Le territoire communal est sillonné par de nombreux cours d'eau dont :
- la Vesonne ;
- l'Amballon et son affluent, la Gervonde.

### Voies de communications
La commune est desservie par deux routes importantes : la D 518 vers Lyon et la D 502 vers Vienne.

### Transports publics
Il n'y a pas de gare sur le territoire communal quoique, depuis 1994, la ligne à grande vitesse Rhône-Alpes traverse celui-ci.

## Urbanisme

### Typologie
Au 1er janvier 2024, Beauvoir-de-Marc est catégorisée commune rurale à habitat dispersé, selon la nouvelle grille communale de densité à sept niveaux définie par l'Insee en 2022.
Elle est située hors unité urbaine. Par ailleurs la commune fait partie de l'aire d'attraction de Lyon, dont elle est une commune de la couronne,. Cette aire, qui regroupe 397 communes, est catégorisée dans les aires de 700 000 habitants ou plus (hors Paris),.

### Occupation des sols
L'occupation des sols de la commune, telle qu'elle ressort de la base de données européenne d’occupation biophysique des sols Corine Land Cover (CLC), est marquée par l'importance des territoires agricoles (78,8 % en 2018), en diminution par rapport à 1990 (80,4 %). La répartition détaillée en 2018 est la suivante : 
terres arables (47,3 %), zones agricoles hétérogènes (25,3 %), forêts (14,4 %), zones urbanisées (6,9 %), prairies (6,1 %). L'évolution de l’occupation des sols de la commune et de ses infrastructures peut être observée sur les différentes représentations cartographiques du territoire : la carte de Cassini (XVIIIe siècle), la carte d'état-major (1820-1866) et les cartes ou photos aériennes de l'IGN pour la période actuelle (1950 à aujourd'hui).

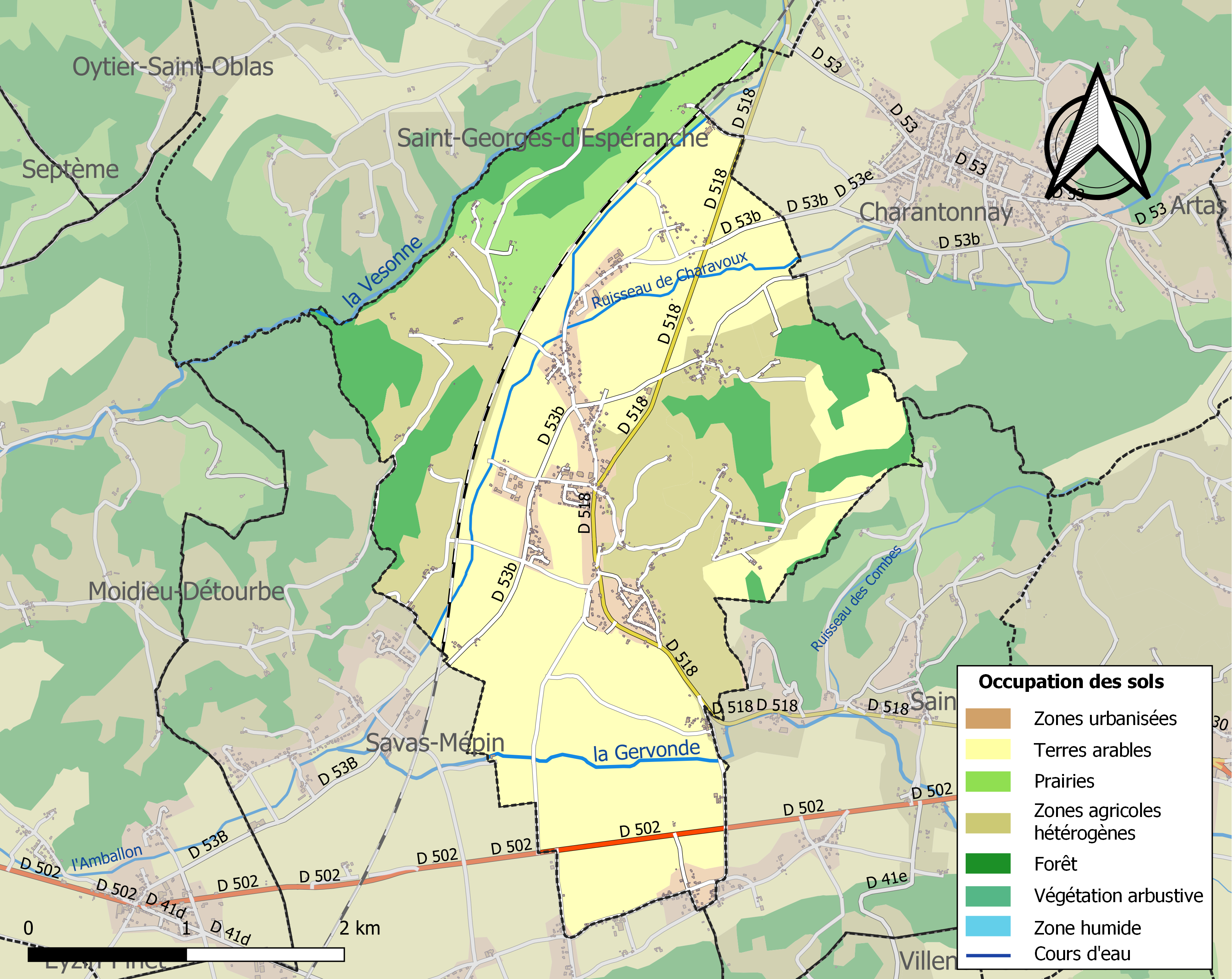
Carte des infrastructures et de l'occupation des sols de la commune en 2018 (CLC).

### Morphologie urbaine
Située à l'écart des grandes agglomérations, la commune présente un aspect rural très prononcé. Le bâti a longtemps été situé sur les hauteurs autour de l'ancien château fort aujourd'hui disparu. Sa migration vers la plaine s'est faite fin XIXe siècle et tout au long du XXe siècle. Beauvoir est formé de nombreux hameaux de tailles différentes entourant un bourg central de dimensionmodeste.

### Hameaux lieux-dits et écarts
Voici, ci-dessous, la liste la plus complète possible des divers hameaux, quartiers et lieux-dits résidentiels urbains comme ruraux qui composent le territoire de la commune de Beauvoir-de-Marc, présentés selon les références toponymiques fournies par le site géoportail de l'Institut géographique national. 
| - Fromentaux - Bagnoud - Maison Bouvier - Maison Bouchon Roger - Chasse - Maison Régudy - Chez Bourguignon - Maison Badin | - Maison Liaud - les Bruyères - Maison Chaleyssin - Maison Gabier - Maison Fargier - Maison Ollagnon - Chez Bagnier - Cul-de-Bœuf | - Bois des Agnes - la Piaya - les Granges - la Fontaine - la Champillonière - Maison Tixier - le Fouilleux - les Durands | - Champ Carreau - les Peytières - Maison Roche - les Guillauds - Maison Terry - Reculas - la Milliette - Maison Marcos | - Maison Boyet - Chez Boyet - le Moulin d'Ava - les Bielles - Maison Duranton - Maison Genin - Gassoulière |

### Risques naturels et technologiques

#### Risques sismiques
L'ensemble du territoire de la commune de Beauvoir-de-Marc est situé en zone de sismicité n°3 (sur une échelle de 1 à 5), comme la plupart des communes de son secteur géographique.
| Type de zone | Niveau            | Définitions (bâtiment à risque normal) |
| ------------ | ----------------- | -------------------------------------- |
| Zone 3       | Sismicité modérée | accélération = 1,1 m/s2                |

## Histoire
Aujourd'hui, petit village tranquille, Beauvoir-de-Marc peut se réclamer d'une histoire assez riche. Habité dès la protohistoire, des traces d'occupation ont été trouvées lors des travaux de la ligne à grande vitesse (LGV Rhône-Alpes). Elles ont fait l'objet d'une fouille de sauvetage en 1990 et 1991 sur une superficie de 4 000 m2.
Étudié par les chercheurs du CNRS, ce site néolithique moyen est daté du Chasséen et Bronze final. Les vestiges révèlent suivant les différents moments temporels étudiés, une organisation spatiale avec des fours de type polynésien, des restes de bâtiments, des fosses et un mobilier céramique, d’abondants restes de silex. C'est l'un des tout premiers sites de la région Viennoise. Aujourd'hui sous la Ligne à grande vitesse, il est situé au hameau du Clapier à proximité du pont qui mène aux Bruyères.

### Antiquité
La tribu gauloise des Allobroges habitant la province viennoise soumise par les Romains s'adaptèrent à la civilisation de l'occupant. De cette époque, il ne reste qu'une route qui suit en la remontant, la vallée de la Gère de Vienne à Grenoble, en passant par Saint-Jean-de-Bournay. Il existait une église et une bourgade sur le plateau rocheux.

### Moyen Âge
Les premiers seigneurs de Beauvoir-de-Marc sont évoqués dans des documents datant du premier quart du XIe siècle. Ils s'empressèrent de construire une enceinte fortifiée autour du château et du bourg.
Quatre siècles plus tard, la forteresse passa sous la bannière des Dauphins. Inhabitée, la demeure fut vendue comme matériau de gros œuvre lors de la construction de diverses maisons. Une partie des pierres a servi à l'édification de la mairie école, aujourd'hui école primaire.

### Époque Contemporaine
Le territoire de la commune couvrait une superficie beaucoup plus vaste qu'actuellement.
 
La commune perd en 1790 la paroisse d'Estrablin-et-Gemens, érigée en commune. Puis perd en l'an IV les paroisses de Royas et Savas-Mépin érigées en communes. Elle perd en 1872 le hameau de Revollet réuni à la commune d'Artas.

En 1876, Charantonnay est distraite de Beauvoir-de-Marc et Saint-Georges-d'Espéranche et érigée en commune distincte.
La commune a pris dès lors son visage actuel.
Elle fut une halte du tramway reliant Lyon à Saint-Jean-de-Bournay au début du XXe siècle, la station se situant sur la RD 518 devant la boulangerie, et ce jusqu'au milieu des années 1930.

## Politique et administration

### Liste des maires
| Période                                  | Période   | Identité        | Étiquette | Qualité     |
| ---------------------------------------- | --------- | --------------- | --------- | ----------- |
| mars 1979                                | mars 2001 | Albert Pellet   | SE        | Agriculteur |
| mars 2001                                | mai 2020  | Alain Pichat    | DVD       | Retraité    |
| mai 2020                                 | En cours  | Robert Mandrand |           | Retraité    |
| Les données manquantes sont à compléter. |           |                 |           |             |

## Population et société

### Démographie
L'évolution du nombre d'habitants est connue à travers les recensements de la population effectués dans la commune depuis 1793. Pour les communes de moins de 10 000 habitants, une enquête de recensement portant sur toute la population est réalisée tous les cinq ans, les populations de référence des années intermédiaires étant quant à elles estimées par interpolation ou extrapolation. Pour la commune, le premier recensement exhaustif entrant dans le cadre du nouveau dispositif a été réalisé en 2008.

En 2022, la commune comptait 1 103 habitants, en évolution de −2,56 % par rapport à 2016 (Isère : +3,07 %, France hors Mayotte : +2,11 %).
| 1793  | 1800 | 1806 | 1821 | 1831  | 1836  | 1841  | 1846  | 1851  |
| ----- | ---- | ---- | ---- | ----- | ----- | ----- | ----- | ----- |
| 1 333 | 749  | 883  | 906  | 1 273 | 1 350 | 1 521 | 1 459 | 1 466 |

| 1856  | 1861  | 1866  | 1872  | 1876 | 1881 | 1886 | 1891 | 1896 |
| ----- | ----- | ----- | ----- | ---- | ---- | ---- | ---- | ---- |
| 1 327 | 1 428 | 1 329 | 1 230 | 792  | 755  | 712  | 690  | 658  |

| 1901 | 1906 | 1911 | 1921 | 1926 | 1931 | 1936 | 1946 | 1954 |
| ---- | ---- | ---- | ---- | ---- | ---- | ---- | ---- | ---- |
| 636  | 631  | 603  | 512  | 485  | 501  | 474  | 479  | 482  |

| 1962 | 1968 | 1975 | 1982 | 1990 | 1999 | 2006  | 2008  | 2013  |
| ---- | ---- | ---- | ---- | ---- | ---- | ----- | ----- | ----- |
| 470  | 448  | 469  | 706  | 803  | 954  | 1 007 | 1 025 | 1 088 |

| 2018  | 2022  | - | - | - | - | - | - | - |
| ----- | ----- | - | - | - | - | - | - | - |
| 1 111 | 1 103 | - | - | - | - | - | - | - |

### Enseignement
La commune est rattachée à l'académie de Grenoble.

### Cultes
La communauté catholique et l'église de Beauvoir-de-Marc (propriété de la commune) sont rattachées à la paroisse Saint Hugues de Bonnevaux qui comprend 20 autres communes du Nord-Isère et elle même rattachée au diocèse de Grenoble.

### Médias
Historiquement, le quotidien à grand tirage Le Dauphiné libéré consacre, chaque jour, y compris le dimanche, dans son édition du Nord-Isère, un ou plusieurs articles à l'actualité du canton et quelquefois de la commune, ainsi que des informations sur les éventuelles manifestations locales, les travaux routiers, et autres événements divers à caractère local.

## Culture et patrimoine

### Patrimoine architectural
- L'église de l'Assomption de Beauvoir-de-Marc, du XIe siècle : les deux tympans surmontant les portes d'entrée des bras du transept de l'église font l'objet d'un classement au titre des monuments historiques par arrêté du 28 janvier 1958[23].
- Madone : statue de Marie, perchée sur un socle, en haut de la colline au-dessus de l'église.

### Héraldique
| Blason de Beauvoir-de-Marc | Blason  | Parti: au 1er de pourpre au chef d'argent, au 2e d'argent à deux bandes d'azur; le tout enfermé dans une bordure d'or chargée de dix fleurs de lis d'azur posées dans le sens de la bordure. |
| Blason de Beauvoir-de-Marc | Détails | Le statut officiel du blason reste à déterminer. |